# Silvio Rodríguez

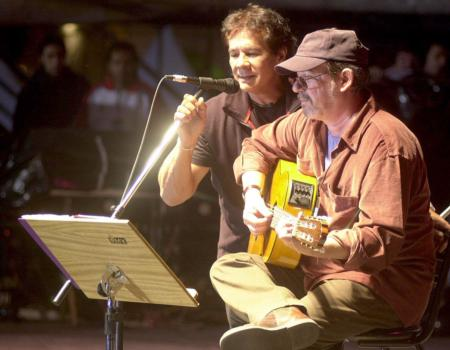
Silvio Rodríguez met Víctor Heredía, mei 2006

Silvio Rodríguez Domínguez (San Antonio de Los Baños, 29 november 1946) is een Cubaans singer-songwriter en dichter.
Silvio Rodríguez wordt beschouwd als een van de belangrijkste Cubaanse zangers. Samen met Pablo Milanés en Noel Nicola ontwikkelde hij de Cubaanse Nueva Trova-muziek. Een aantal van zijn liederen (zoals Playa Girón en Unicornio Azul) zijn klassiekers geworden in Latijns-Amerika.

## Biografie
Rodríguez werd geboren in een vallei in de provincie La Habana . Hij groeide op in een arme familie van tabakboeren. Zijn grootvader was bevriend met José Martí, zijn vader was aanhanger van het socialisme. Zijn moeder (een kapster) bracht hem liefde voor muziek bij doordat zij regelmatig zong bij haar bezigheden.
Toen Silvio Rodríguez vijf jaar oud was verhuisde de familie naar Havana. Op zevenjarige leeftijd kreeg hij zijn eerste pianolessen, die hem gratis werden aangeboden. Toen Rodríguez tien jaar oud was scheidden zijn ouders, met zijn zus bleef hij bij zijn moeder wonen.
Silvio Rodríguez was 13 jaar oud toen in 1959 Fidel Castro de macht overnam. Hij werd zoals veel van zijn leeftijdsgenoten gegrepen door revolutionar enthousiasme. Hij zette zich in 1961 in voor een campagne tegen analfabetisme. Van een vriend kreeg hij zijn eerste gitaarlessen. Tijdens zijn militaire dienst ontwikkelde hij zijn vaardigheden op dat instrument verder. Om de verveling te verdrijven begeleidde hij zichzelf op de gitaar, terwijl hij zijn zelfgeschreven liedjes zong.
In 1967 verscheen hij voor het eerst op televisie en begon hij enige bekendheid buiten Havana te verwerven. Zijn teksten waren poëtisch maar droegen ook een grote symboliek. Hij werd populair onder jonge Cubanen, maar kon in eerste instantie op weinig steun rekenen van de overheid. De televisieprogramma's waar hij eind jaren 60 aan mee werkte werden na een aantal maanden al weer stopgezet. Haydée Santamaría, de directeur van het aan het ministerie van Cultuur verbonden Casa de las Américas, herkende zijn talent en besloot hem samen met andere jonge componisten onder haar hoede te nemen. Het was hier dat Rodríguez kennis maakte met Pablo Milanés en Noel Nicola. Zij werden in februari 1968 door Haydée Santamaría uitgenodigd uit tot het houden van een recital van protestliederen. De drie zangers besloten zich te verenigen in de Nueva Trova-beweging, waarin ze een grootte mate van artistieke vrijheid vonden.
In 1968 verbleef Rodríguez gedurende vijf maanden op de vissersboot Playa Girón en voer langs de Afrikaanse kust. In deze periode schreef 72 hij liederen waaronder Ojalá en Playa Girón. De teksten en de muziek van deze liederen werden samengebracht in een bundel genaamd Canciones del Mar (Liederen van de Zee).
In de jaren 70 en 80 deden verschillende Latijns-Amerikaanse dictatoriale regimes hem in de ban omdat ze in zijn muziek een te links georiënteerde inslag in hoorden. Hoewel zijn maatschappij kritische teksten en vernieuwende melodieën in eerste instantie niet werden gewaardeerd door het Cubaanse Ministerie van Cultuur, is zijn muziek vanaf midden jaren 70 een terugkerend onderdeel in de staatsmedia, met relatie tot politieke en ideologische thema's.
De teksten die Rodríguez schreef, het zijn er meer dan duizend, zijn niet allemaal op muziek gezet. Hij wordt meer vanwege zijn teksten dan vanwege de muzikale begeleiding daarvan gewaardeerd. In de loop der jaren is de kwaliteit van zijn composities echter aanmerkelijk verbeterd, onder de invloed van leraren als Leo Brouwer van het nationale Filminstituut (ICAIC). Critici menen echter dat met het verbeteren van zijn composities zijn teksten juist aan waarde verloren.
In 2003 werd Rodríguez in het Cubaanse parlement gekozen. Hij wordt beschouwd als een van de invloedrijkste intellectuelen op Cuba.

## Discografie
- Días y flores (1975)
- Al final de este viaje... (1978)
- Mujeres (1978)
- Rabo de Nube  (1979)
- Unicornio (1982)
- Tríptico  (1984)
- Causas y azares (1986)
- Oh melancolía  (1988)
- Silvio (1992)
- Rodríguez (1994)
- Domínguez (1996)
- Descartes (1998)
- Mariposas (1999)
- Expedición (2002)
- Cita con ángeles (2003)
- Érase que se Era (2006)
- Segunda cita (2010)

- Biblioteca Nacional de España: XX846179
- Bibliothèque nationale de France: cb135587470 (data)
- Catàleg d'autoritats de noms i títols de Catalunya: 981058521938306706
- Gemeinsame Normdatei: 119401231
- International Standard Name Identifier: 0000 0001 2118 0950
- Library of Congress Control Number: n85181318
- MusicBrainz: 42e1a761-429e-403c-971a-e85c2f748cfa
- Nationale Bibliotheek van Tsjechië: pna20201094452
- Nationale Bibliotheek van Israël: 987007328907205171
- Nederlandse Thesaurus van Auteursnamen: 156463717
- SNAC: w601605p
- Système universitaire de documentation: 052498964
- Virtual International Authority File: 2636780
- WorldCat: E39PBJqFQXc4vGgqdXDhmjBwYP